# Gminny ośrodek maszynowy
Gminny ośrodek maszynowy (GOM) – jednostka państwowa powołana z zadaniem świadczenia usług mechanizacyjnych dla indywidualnych gospodarstw rolnych.
Gminne ośrodki maszynowe funkcjonowały w latach 1953–1956.

## Powstanie gminnych ośrodków maszynowych
Gminne ośrodki maszynowe powstały z upaństwowienia istniejących w latach 1949–1952 spółdzielczych ośrodków maszynowych należących do gminnych spółdzielni „Samopomoc Chłopska”. Celem utworzenia gminnych ośrodków maszynowych było „całkowite zagospodarowanie użytków rolnych i osiągnięcie wyższych plonów z ha, poprzez jak najszersze stosowanie mechanicznej uprawy roli i pełne wykorzystanie maszynowego sprzętu rolniczego”.
Działalność gminnych ośrodków maszynowych w zakresie usług mechanizacyjnych sprowadzała się do odpłatnego wypożyczania gospodarstwom rolnym maszyn i narzędzi rolniczych. Ośrodki posiadały na swoim stanie maszyny rolnicze (konne), w tym przykładowo: siewniki, żniwiarki, kosiarki, kopaczki oraz mniejsze agregaty omłotowe. W dyspozycji gminnych ośrodków maszynowych były też kuźnie i warsztaty naprawcze.
Świadczenie usług mechanizacyjnych miało podwójny cel. Z jednej strony przyspieszyć miały zbiory ziemiopłodów, w tym zwłaszcza zbóż i ich omłoty, które stanowiły podstawowe źródło dochodów rolników. Po drugie miały równocześnie oddziaływać na organizowanie gospodarstw zespołowych w rolnictwie (rolniczych spółdzielni produkcyjnych) oraz ograniczenie występujących form kosztownego udostępniania maszyn rolniczych przez większe gospodarstwa rolne.

## Zmiana ceny za usługi w gminnych ośrodkach maszynowych
Uchwałą Prezydium Rządu z 1953 r. w sprawie zmiany cennika za roboty i usługi państwowych i gminnych ośrodków maszynowych podniesiono opłaty za pracę i wynajem sprzętu przez gminne ośrodki maszynowe. Zmiany opłat wynikały ze zmiany sposobu zaopatrzenia rolnictwa, regulacji cen środków produkcji, ogólnej podwyżki płac i zniesienia ograniczeń w handlu nadwyżkami produktów rolniczych.
Nowe cenniki opłat za usługi ośrodków maszynowych oparte były na cenach wyjściowych za 1 ha orki średniej (przy orce na głębokość około 20 cm na glebie średniej), które były zróżnicowane w zależności od jakości gleby i odbiorcy usług (rolnicy indywidualni, zespoły rolników indywidualnych, rolnicze spółdzielnie produkcyjne).

## Likwidacja gminnych ośrodków maszynowych
Uchwałą Prezydium Rządu z 1956 r. w sprawie przekazywania maszyn i urządzeń oraz nowej struktury organizacyjnej gminnych ośrodków maszynowych zlikwidowano gminne ośrodki maszynowe. Likwidację ośrodków argumentowano potrzebą lepszego wykorzystania maszyn i narzędzi rolniczych, stworzenia warunków dla powstania grup wzajemnej pomocy, zespołów rolników indywidualnych, spółek i innych prostych form kooperacji w rolnictwie.
Likwidowany sprzęt przekazywany był rolniczym spółdzielniom produkcyjnym, państwowym ośrodkom maszynowym, zespołom rolnikom indywidualnych, a w szczególnych przypadkach również indywidualnym gospodarstwom rolnym.